# Zorro, la espada y la rosa
Zorro, la espada y la rosa a fost o telenovela spaniolă televizată de Telemundo care îl avea ca personaj principal pe Zorro.

## Povestea
Acesta, în antichitate a fost identificat drept Diego de la Vega, fiul unui proprietar de mina spaniol. Multi spun ca acest Zorro, zis și vulpe, s-a îndrăgostit de o fata pe care o apără chiar cu prețul vieții. Numele acestei fete s-a găsit drept fiind senora Flavia de Monquarte. Nu se știe dacă ipoteza este adevărată, dar istoricii susțin ca Zorro a existat cu adevarat. Prima sa statuie a fost ridicata în Mexic în anul 2007.

## Distribuție
- Christian Meier - Diego de la Vega / El Zorro
- Marlene Favela - Esmeralda Sánchez de Moncada
- Arturo Peniche - Fernando Sánchez de Moncada
- Osvaldo Ríos - Alejandro de la Vega
- Erick Elías - Renzo
- Héctor Suárez Gomís - Capitán Aníbal Pizarro
- Andrea López - Mariángel Sánchez de Moncada
- Harry Geithner - Comandante Ricardo Montero
- Jorge Cao - Padre Tomás Villarte
- Adriana Campos  † - Yumalay / Guadalupe - Toypurnia / Regina de la Vega
- Natasha Klauss - Sor Ana Camila Suplicios
- César Mora - Sargento Demetrio García López
- Luly Bossa - Almudena Sánchez de Moncada
- Raúl Gutiérrez - Olmos Berroterran de la Guardia
- Andrés Mendoza - Daniel de la Vega
- Andrea Montenegro - María Pía de la Vega
- Andrea Martínez - Natalia de la Vega
- Ricardo González - Bernardo
- Luigi Aycardi - Tobias del Valle y Campos
- Hoover Arvey Gamarra - Sebastian Garcia Lopez
- Germán Rojas - Jonás
- José García - Esteban Pizarro
- Ana Bolena Mesa - Sara Kali / Mercedes Mayorga de Aragón
- Sebastian Devia - Andrés Sánchez de Moncada
- María Margarita Giraldo - Azucena
- Carmen Marina Torres - Dolores
- Natalia Bedoya - Laisha
- Orlando Valenzuela - Miguel
- Luis Fernando Bohórquez - Javier
- Andreah Patapi - Mimi
- Marilyn Patiño - Catalina Quintana
- Fernando Corredor - El Juez Quintana
- Frank Beltran - Gerardo
- Ivelín Giro - María Luísa Burgos de Castilla
- Teresa Gutiérrez - La Marquesa Carmen Santillana de la Roquette
- Omar Garcia Carrillo - Camilo Santillana
- Didier van der Hove - Santiago Michelena
- Valentina Acosta - Selenia
- Brandon Peniche - Carlos  (Actuación Especial)
- Andres Sanchez -Sebastián Quintana
- Victor Rodríguez - Agapito
- Julián Álvarez - Cabo Aguirre.
- Luis Mesa - Duque Jacobo Almagro de Castellón
- José Omar Murillo - Kamba
- Diego Vásquez - Leroy
- Jose Luis Lagares - Mambo / Cristian de Castellón
- Javier Delgiudice - Alfonso Diaz de Vergara
- Gabriel Valenzuela - Alejandro de la Vega / El Zorro (Hijo de Diego y Esmeralda)
- Andrés Márquez - Tornado

## Legături externe
- Zorro la Telemundo
- Zorro, la espada y la rosa la Internet Movie Database